# Geotrygon montana
La paloma perdiz común o parirí (en portugués) (Geotrygon montana) es una especie de ave columbiforme de la familia Columbidae nativa de América Central (Caribe-México) y América del Sur tropical(Brasil y Paraguay).

## Distribución y hábitat
Su área de distribución incluye el Caribe (Antigua y Barbuda, Barbados, Islas Caimán, Cuba, Dominica, Haití, República Dominicana, Granada, Guadalupe, Jamaica, Martinica, Puerto Rico, San Cristóbal y Nieves, Santa Lucía, San Vicente y las Granadinas, Trinidad y Tobago, Islas Vírgenes de los Estados Unidos, América Central (Belice, Costa Rica, El Salvador, Guatemala, Honduras, Nicaragua,  México, Panamá) y América del Sur (Argentina, Bolivia, Brasil (Parari), Colombia, Ecuador, Guayana francesa, Guyana, Montserrat, Paraguay (Parirí), Perú, Surinam, Venezuela). Se ha presentado como ave migratoria en la Florida y el sur de Texas.
Esta ave se encuentra en bosques y matorrales. También se ha adaptado a las plantaciones de café. Es un tanto sensible a la fragmentación de los bosques.

## Descripción

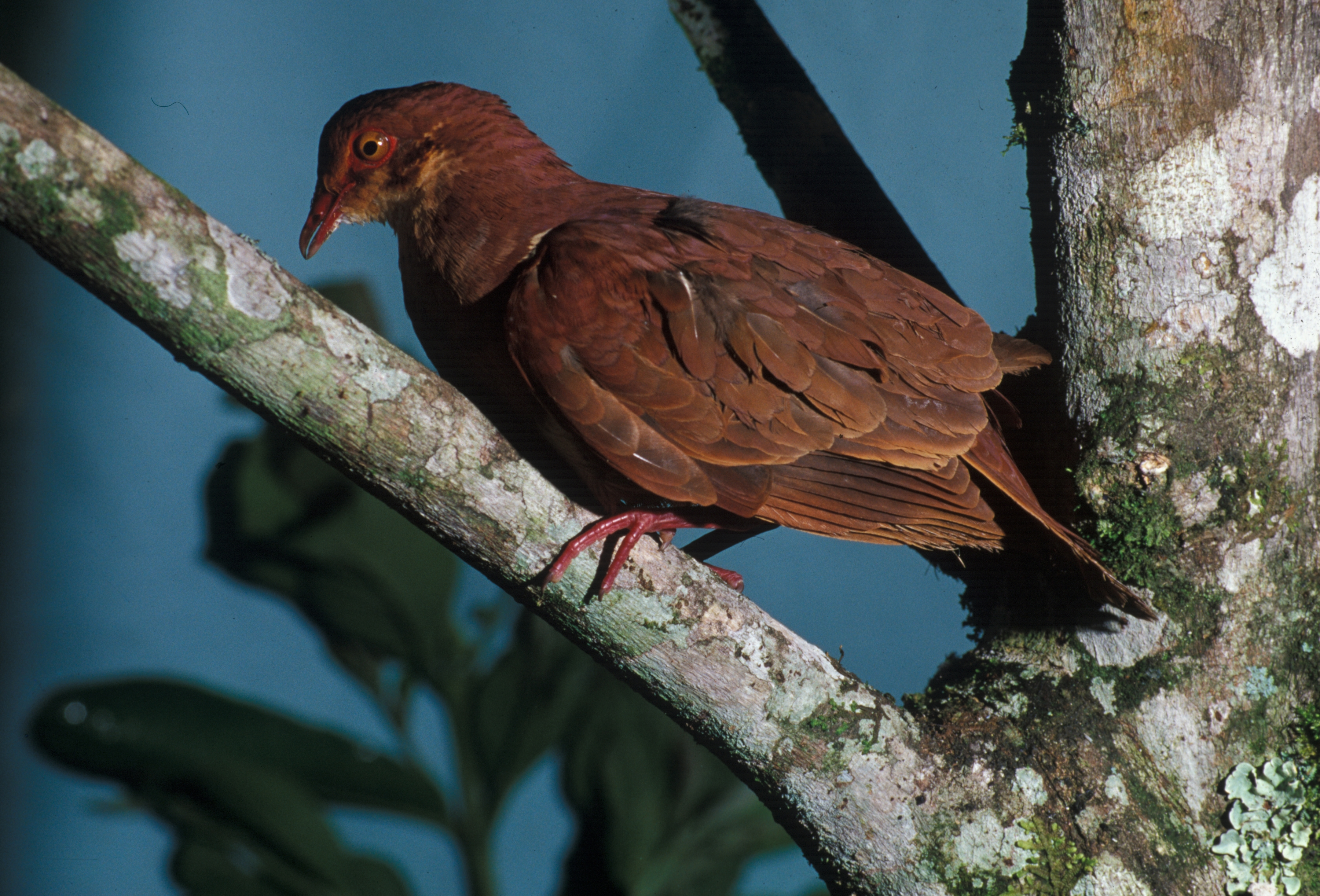
Perdiz cara roja.

La perdiz cara roja tiene una longitud de aproximadamente 19-28 cm. Su plumaje es de color marrón en la espalda, la cara y las alas. El pecho, la grupa y la raya debajo de los ojos tienen un color marrón más claro.

## Comportamiento

### Reproducción
Pone dos huevos de color beige en una plataforma frágil construida sobre un arbusto. Algunos nidos están construidos en el suelo.

### Alimentación
Forrajea principalmente en el suelo. Se alimenta sobre todo de semillas y ocasionalmente de pequeños invertebrados.